# Baborów

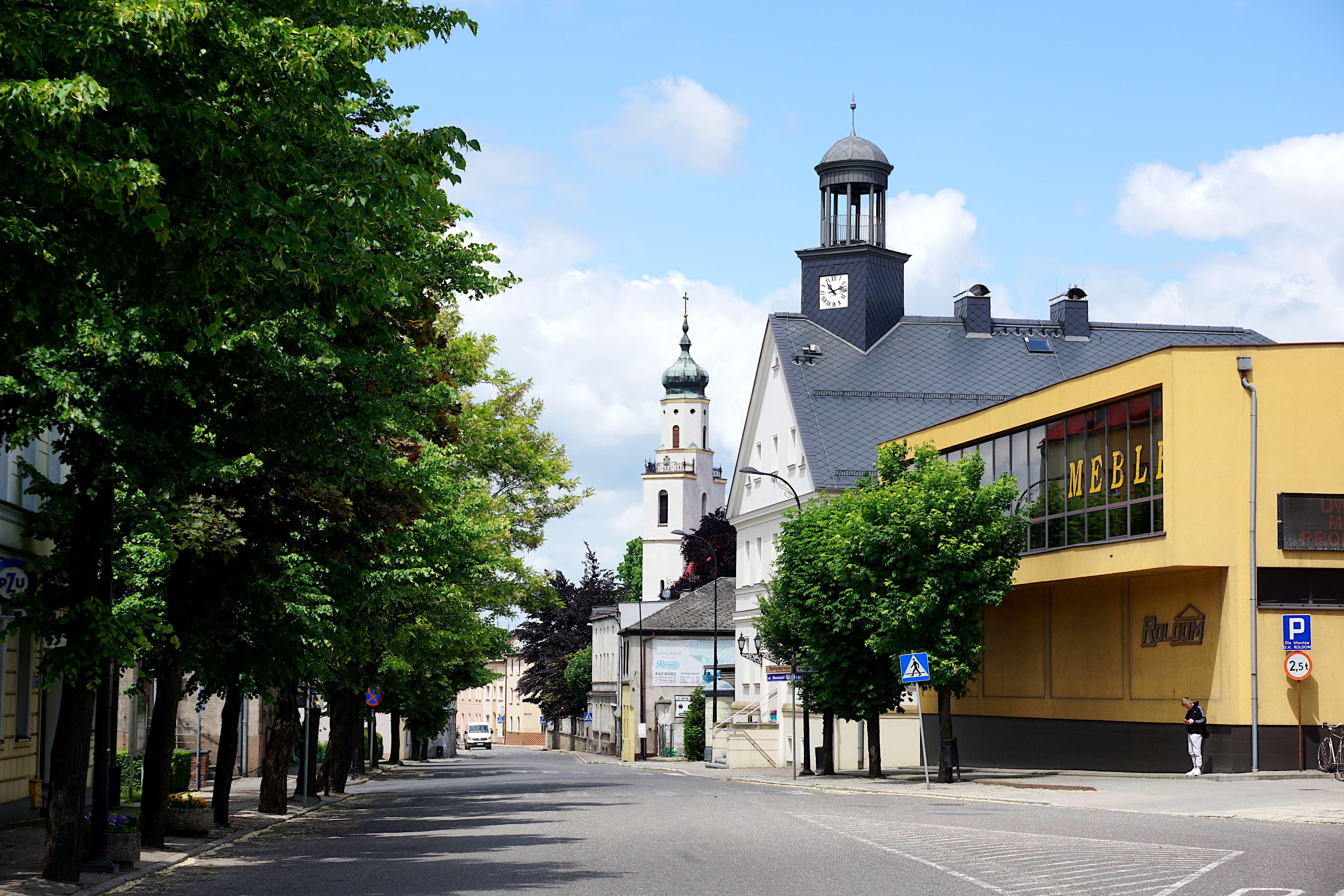
Straßenpartie in Bauerwitz

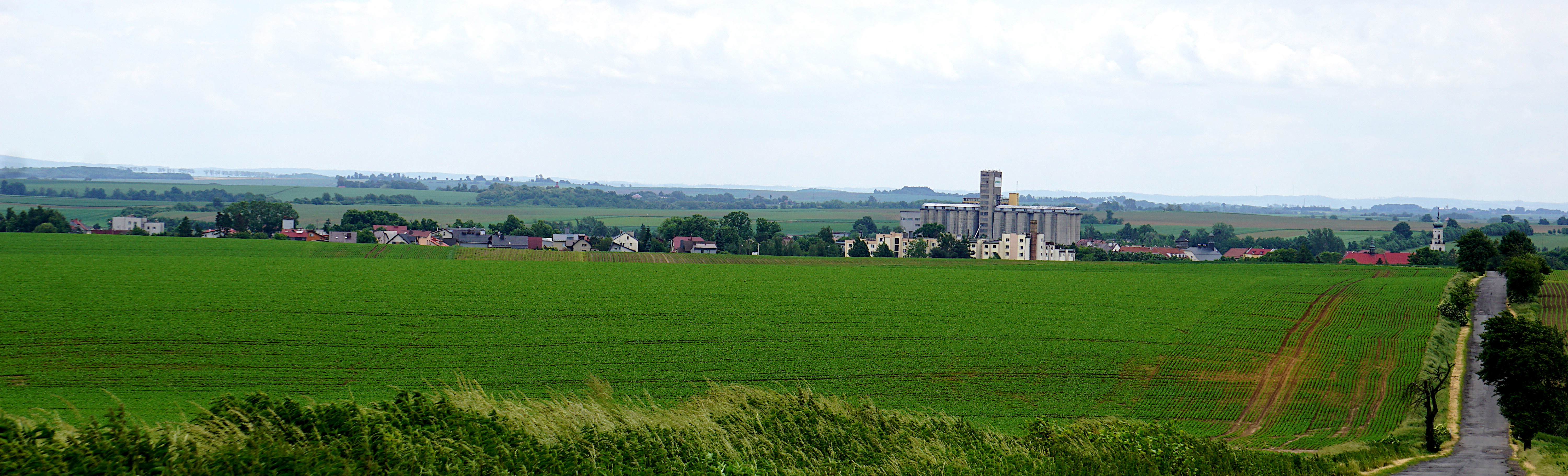
Bauerwitz vom Norden aus gesehen

Baborów [baˈbɔruf] (deutsch: Bauerwitz; tschechisch Bavorov) ist ein Ort in der Stadt- und Landgemeinde Baborów im Powiat Głubczycki der Woiwodschaft Opole in Polen.

## Geographie
Die Stadt liegt 14 km südöstlich von Głubczyce (Leobschütz) und 70 km südlich von Opole (Oppeln) in der Schlesischen Tiefebene an der Psina (Zinna), einem linken Zufluss der Oder. Vormals verkehrte hier die stillgelegte Bahnstrecke Racibórz–Krnov.
Nachbarorte von Baborów sind im Westen Sułków (Zülkowitz), im Nordwesten Dziećmarów (Dittmerau), im Nordosten Dobroslawitz (Dobrosławice) und Matzkirch (Maciowakrze), im Osten Szczyty (Tscheidt) und im Südosten Dzielów (Eiglau).

## Geschichte

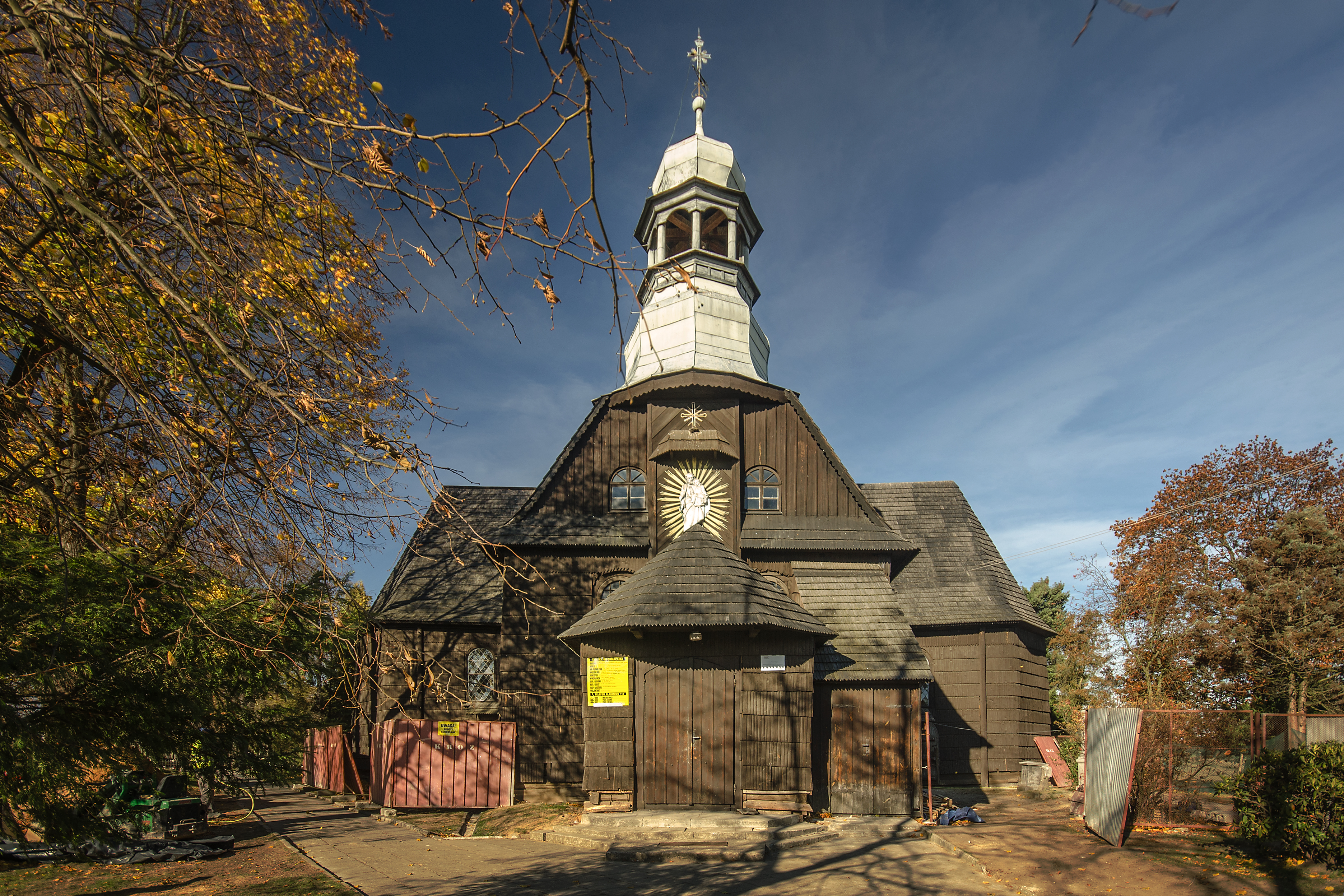
Schrotholzkirche St. Josef

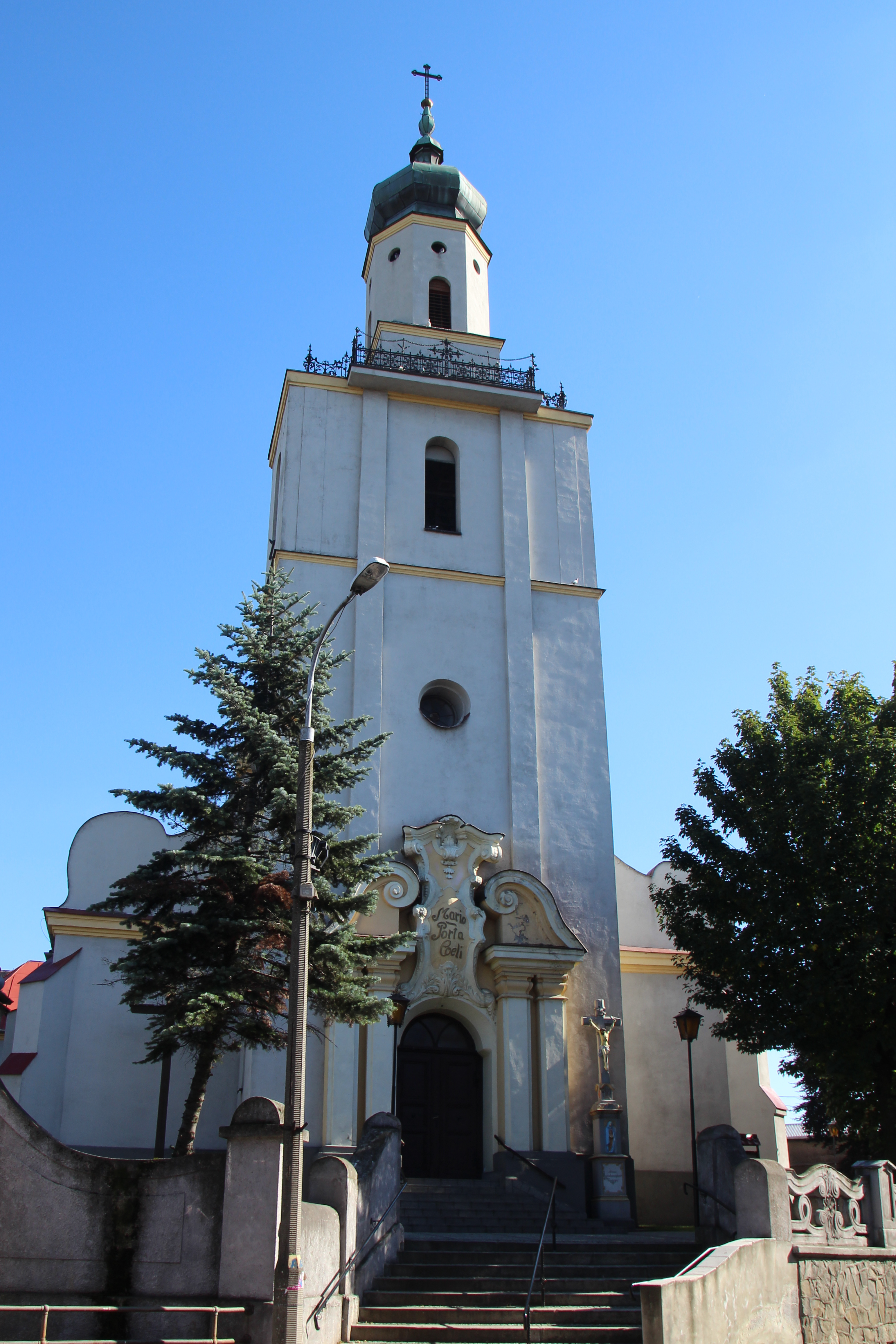
Mariä-Geburt-Kirche

Die Ortschaft wurde in der zweiten Hälfte des 13. Jahrhunderts vermutlich von Bavor II. (1220–1279) gegründet, der dem böhmischen Adelsgeschlecht der Bavor von Strakonitz entstammte und der mit Agnes/Anežka, einer außerehelichen Tochter des böhmischen Königs Ottokar II. Přemysl verheiratet gewesen sein soll. Es gehörte zum Troppauer Land und wurde erstmals 1296 urkundlich mit einem Vogt Jaroslav („Jeroslaum advocatum de Baurwitz“) erwähnt. 1318 wurde es dem neu gegründeten Herzogtum Troppau eingegliedert, von dem es an Wok/Vok (II.) von Krawarn oder schon vorher an dessen gleichnamigen Vater Wok (I.) gelangte, der für das Jahr 1316 als Unterkämmerer von Böhmen belegt ist und 1324–1325 das Amt des Oberstkämmerers von Olmütz bekleidete. Am 19. August 1340 verkauften Heinrich/Jindřich von Krawarn auf Plumlov und dessen Bruder Johann/Ješek von Krawarn, der ein Ritter des Deutschen Ordens war, Bauerwitz (Bavorov) zusammen mit Zülkowitz (Sulkov/Sułków), Tschirmkau (Červenkov/Czerwonków) und Eiglau (Děhylov/Dziełów) dem Dominikanerinnenkloster in Ratibor, dessen Äbtissin Euphemia († 1359) eine Schwester des Ratiborer Herzogs Lestko war. Bereits am 22. August d. J. bestätigte der Troppauer Herzog Nikolaus II. den Verkauf. In dieser Urkunde werden als ehemalige Besitzer die Bavor von Strakonitz aufgeführt, denen Wok/Vok von Krawarn folgte. Seit 1340 war Bauerwitz ein Ackerbürgerstädtchen (oppidum), das nach der Teilung des Herzogtums Troppau 1377 dem Herzogtum Jägerndorf eingegliedert wurden.
Am 16. März 1403 bestätigte Markgraf Jobst von Mähren in Jägerndorf, dass die Prinzessinnen und Nonnen Agnes und Anna sowie der Priester Wenceslaus den Erasmusaltar in der Pfarrkirche zu Bauerwitz für einen jährlichen Zins von sechs Mark gestiftet haben. Später verlor Bauerwitz das Marktrecht, erhielt es jedoch 1575 wieder zurück. Kaiser Karl VI. erhob Bauerwitz 1718 zur Mediatstadt.
Im 18. Jahrhundert gehörte Bauerwitz zur Steuerrätlichen Inspektion in Neustadt O.S. Nach dem Ersten Schlesischen Krieg fiel Bauerwitz mit dem größten Teil Schlesiens an Preußen. Kirchlich gehörte es weiterhin zum Bistum Olmütz, wobei der an Preußen gefallene Teil des Bistums vom 1742 gegründeten Kommissariat Katscher verwaltet wurde.
Bis zur Säkularisation 1810 gehörte Bauerwitz dem Ratiborer Dominikanerinnen-Kloster. Mit der Neugliederung Preußens gehörte es ab 1815 zur Provinz Schlesien und war ab 1818 dem Landkreis Leobschütz eingegliedert, mit dem es bis 1945 verbunden blieb. 1845 bestanden im Dorf eine katholische Pfarrkirche, eine katholische Schule, eine Schrotholzkirche, eine Brauerei, eine königliche Steuerreceptur, eine Post, ein Rathaus, ein Hospital und 484 Häuser. Die Einwohnerzahl betrug 2292, davon 28 evangelisch und 28 jüdisch. 1874 wurde der Amtsbezirk Bauerwitz gegründet, dem die Landgemeinden Jernau und Zülkowitz und der Gutsbezirk Bauerwitz eingegliedert wurden.
Mit der Inbetriebnahme der Eisenbahnlinien Ratibor–Leobschütz (1855), Bauerwitz–Cosel (1908) und Bauerwitz–Troppau (1909) erlebte die Stadt einen wirtschaftlichen Aufschwung. Die Einwohnerzahl wuchs stetig. Sie betrug 1787: 1447, 1905: 2771 und 1939 rund 4500 Einwohner. Die letztgenannte Einwohnerzahl ergab sich durch die zum 23. Dezember 1927 erfolgten Eingemeindungen von Jernau (Jaroniów) und dem Gutsbezirk Bauerwitz zustande. Am Anfang des 20. Jahrhunderts war Bauerwitz Sitz des Amtsgerichts Bauerwitz und hatte zwei katholische Kirchen. Bei der Volksabstimmung in Oberschlesien am 20. März 1921 stimmten in Bauerwitz 2112 Personen für einen Verbleib bei Deutschland und 19 für Polen. Bauerwitz verblieb wie der gesamte Stimmkreis Leobschütz beim Deutschen Reich. 1922 wurde Bauerwitz elektrifiziert.
Gegen Ende des Zweiten Weltkriegs wurde Bauerwitz im März 1945 nach harten Kämpfen von der Roten Armee besetzt. Als Folge des Zweiten Weltkriegs fiel Bauerwitz 1945 mit dem größten Teil Schlesiens an Polen. Nachfolgend wurde es in Baborów umbenannt. Die deutsche Bevölkerung wurde, soweit sie nicht schon vorher geflohen war, weitgehend vertrieben. Die neu angesiedelten Bewohner waren teilweise Zwangsumgesiedelte aus Ostpolen, das an die Sowjetunion gefallen war.
1999 wurde Baborów Teil des wiedergegründeten Powiat Głubczycki.

## Gemeinde
Zur Stadt- und Landgemeinde Baborów gehören neben der namensgebenden Stadt zehn Dörfer.

## Jernau
Jernau (Jaroniów) liegt südwestlich von Bauerwitz. Der Ort bildete bis 1928 eine eigenständige Landgemeinde. Am 1. November 1928 wurde Jernau nach Bauerwitz eingemeindet. Das Angerdorf wurde 1377 erstmals als Jernow erwähnt. 1448 erfolgt eine Erwähnung als Jarnwa sowie 1452 als Jarnow. Der Ortsname leitet sich vom Personennamen Jarohniew ab.
Nach dem Ersten Schlesischen Krieg 1742 fiel Bieskau(?) mit dem größten Teil Schlesiens an Preußen. Nach der Neuorganisation der Provinz Schlesien gehörte die Landgemeinde Bieskau ab 1816 zum Landkreis Leobschütz im Regierungsbezirk Oppeln. 1845 bestanden im Dorf eine katholische Schule, eine Windmühle und 112 Häuser. Im gleichen Jahr lebten in Jernau 621 Menschen, davon vier jüdisch. Eingepfarrt waren die Bewohner nach Bauerwitz. 1861 zählte Jernau eine Erbrichterei, 21 Bauern-, 23 Gärtner- und 37 Häuslerstellen. Ab 1874 gehörte Jernau zum Amtsbezirk Bauerwitz Bei der Volksabstimmung in Oberschlesien am 20. März 1921 stimmten in Jernau 736 Personen für einen Verbleib bei Deutschland und 14 für Polen. Jernau verblieb wie der gesamte Stimmkreis Leobschütz beim Deutschen Reich.

## Kirchspiel
Kirchlich unterstand Bauerwitz bis 1972 dem Erzbistum Olmütz. Zusammen mit dem Kommissariat Katscher/Kietrz, das bis dahin zum Erzbistum Olmütz gehörte, gliederte Papst Paul VI. Baborów 1972 in das Bistum Oppeln ein.

## Sehenswürdigkeiten

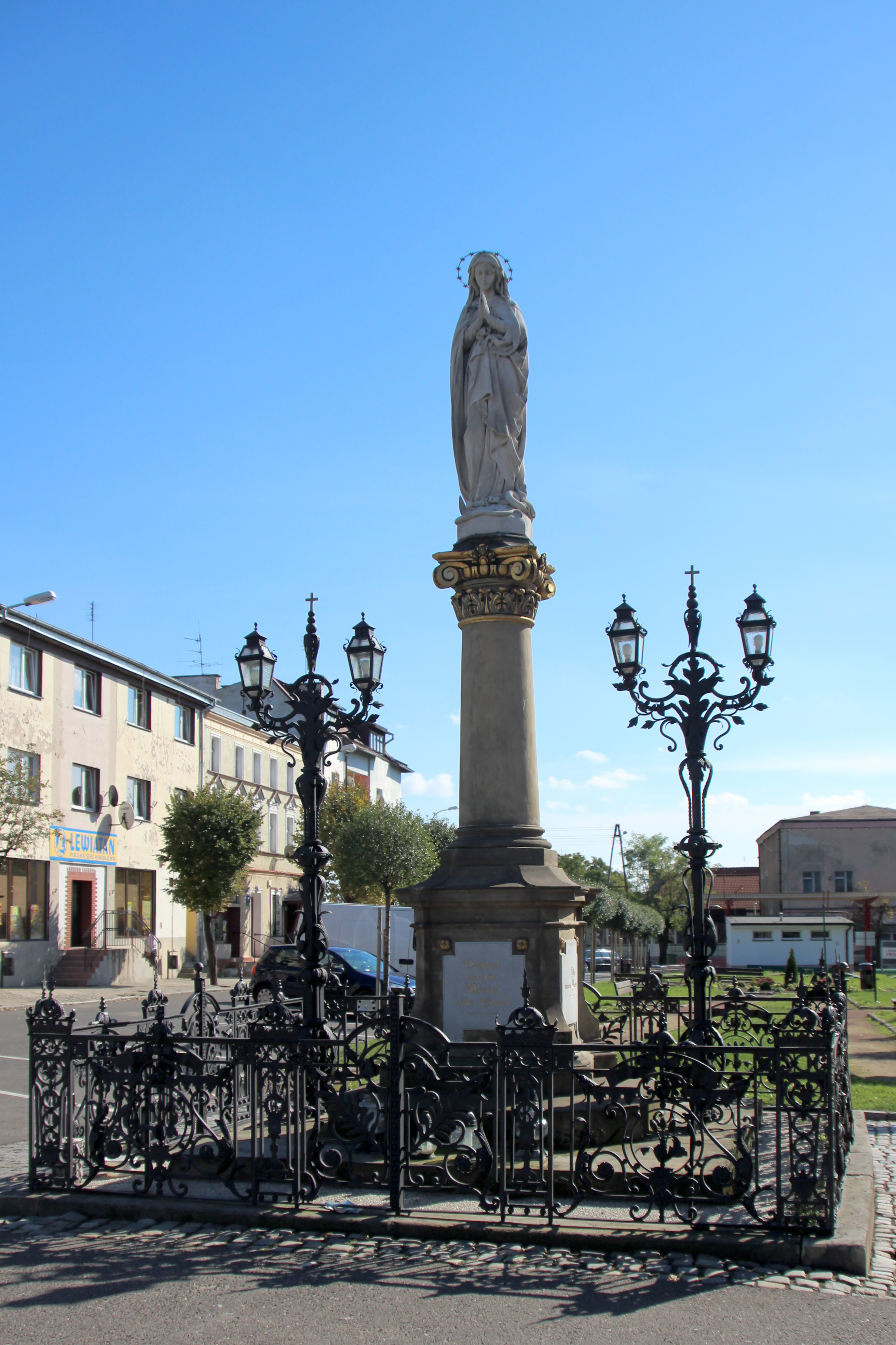
Mariensäule am Ring

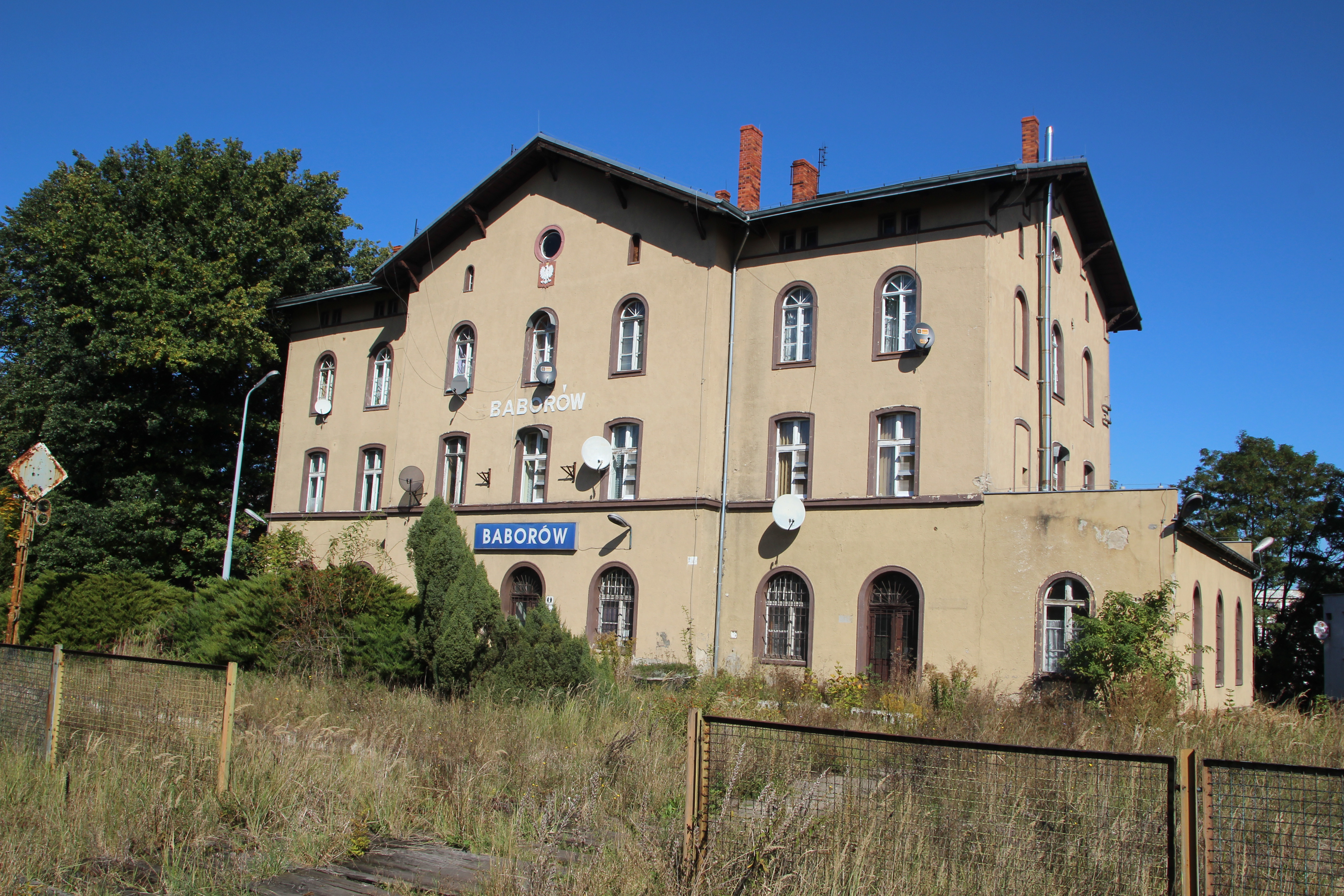
Bahnhof Baborów

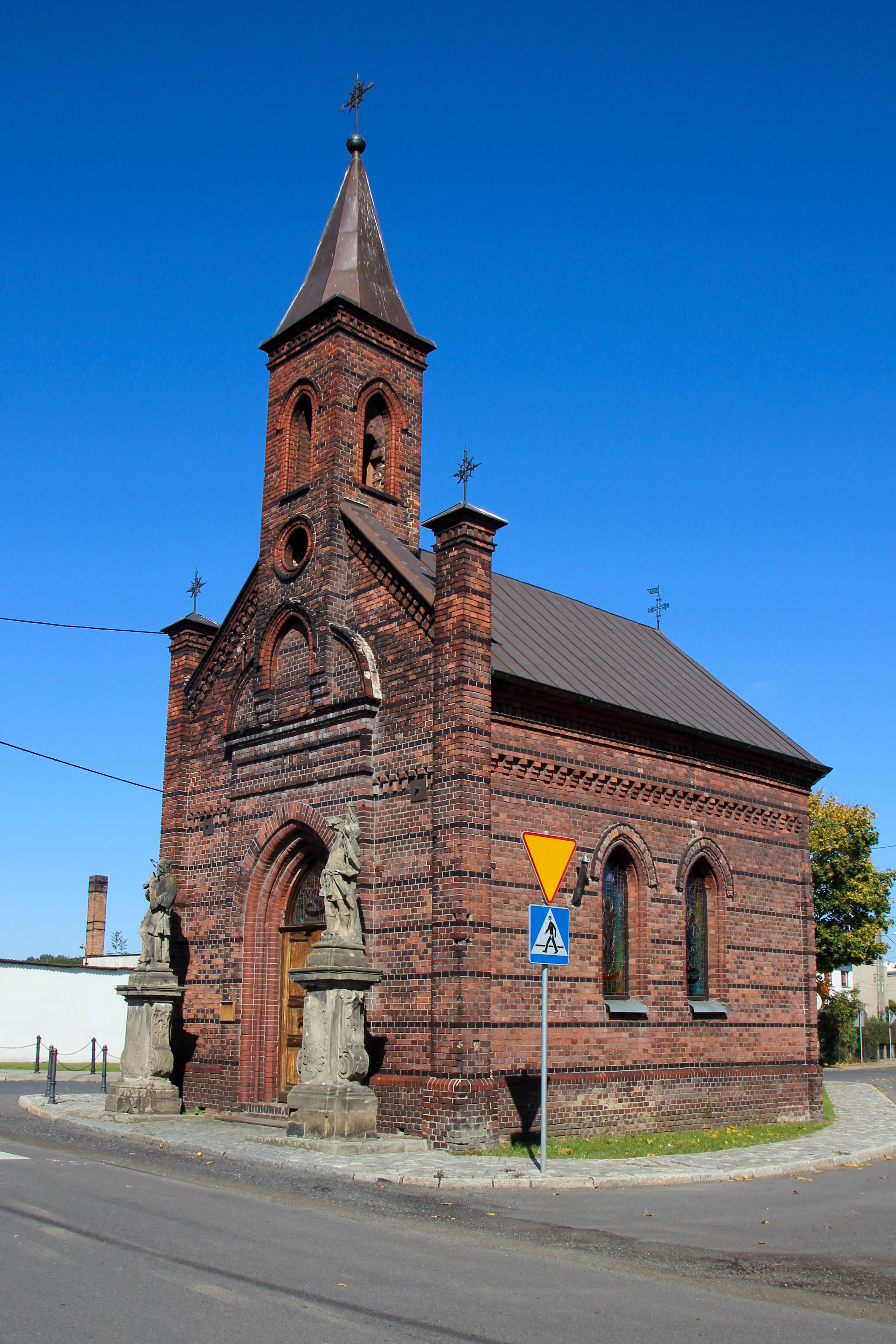
Herz-Jesu-Kapelle

- Die Friedhofskirche St. Josef ist eine oberschlesische Schrotholzkirche aus dem Anfang des 18. Jahrhunderts. Die 1702 fertiggestellte Kirche mit dem Grundriss eines griechischen Kreuzes wurde vom Pfarrer Simon Petrus Motloch gestiftet. Sie besitzt eine wertvolle zeitgenössische Innenausstattung. 1890 sowie 1920 wurde der hölzerne Kirchenbau saniert. Der Kirchenbau steht seit 1964 unter Denkmalschutz.[10]

- Die 1340 erstmals erwähnte Pfarrkirche Mariä Geburt (Kościół parafialny Narodzenia NMP) wurde zwischen 1922 und 1924 im neobarocken Stil errichtet und ersetzte einen baufälligen Vorgängerbau. Geweiht wurde die Kirche 1924 durch den durch Olmützer Erzbischof Leopold Prečan.[11] Der Kirchenbau steht seit 1966 unter Denkmalschutz.[10]
- Ring mit Bürgerhäusern und Mariensäule
- Empfangsgebäude des Bahnhofes Baborów
- Herz-Jesu-Kapelle aus Backstein in Jernau
- Wasserturm
- Denkmal für die Gefallenen beider Weltkriege
- Friedhof mit erhaltenen deutschen Grabmälern
- Steinerne Wegekapelle
- Steinerne Wegekreuze
- Sühnekreuz

## Einwohnerentwicklung
| Jahr | Einwohner | Anmerkungen |
| ---- | --------- | --- |
| 1781 | 1301      | Sprache ist deutsch, mährisch und polnisch |
| 1783 | 1368      | Katholiken, die polnisch und mährisch sprechen |
| 1803 | 1598      | [ 13 ] |
| 1810 | 1800      | [ 13 ] |
| 1816 | 1621      | davon acht Evangelische, 1598 Katholiken und 18 Juden |
| 1821 | 1816      | [ 13 ] |
| 1825 | 1904      | darunter 24 Evangelische und drei Juden |
| 1840 | 2292      | davon 2236 Katholiken, 28 Evangelische und 28 Juden |
| 1852 | 2319      | [ 16 ] |
| 1855 | 2282      | ohne Rittergut Bauerwitz (20 Einwohner) |
| 1861 | 2345      | davon 26 Evangelische, 2289 Katholiken, 30 Juden (ohne Rittergut Bauerwitz mit 25 katholischen Einwohnern)                                                              |
| 1867 | 2404      | [ 18 ] |
| 1871 | 2403      | fast ausschließlich Katholiken, darunter über 2000 Tschechen; nach anderen Angaben 2403 Einwohner (am 1. Dezember), darunter 21 Evangelische, 2364 Katholiken, 18 Juden |
| 1890 | 2707      | darunter 50 Evangelische und 17 Juden (2220 Tschechen) |
| 1900 | 2720      | meist Katholiken |
| 1933 | 4332      | [ 20 ] |
| 1939 | 4535      | [ 20 ] |

1957 lebten 3.500 Menschen in der Stadt.

## Vereine
- Freiwillige Feuerwehr OSP Baborów
- Fußballverein MGKS Cukrownik Baborów

## Partnerstädte und -gemeinden
- Hradec nad Moravicí, Tschechien
- Teublitz, Deutschland

## Söhne und Töchter der Stadt
- Adolph Bargiel (1786–1841), deutscher Klavier- und Gesangspädagoge und Violinist
- August Machat (um 1823–1876), deutscher Rittergutsbesitzer und Parlamentarier
- Maximilian Zupitza (1868–1938), deutscher Arzt und Offizier
- Carl Ulitzka (1873–1953), römisch-katholischer Priester und Zentrumspolitiker
- Josef Achtélik (1881–1965), deutscher Komponist, Musiktheoretiker und -lehrer
- Hans Helmbrecht (1922–1998) in Jernau, deutscher Bildhauer
- Katharina Elliger (1929–2019), Schriftstellerin